# I'm Looking Through You
〈I'm Looking Through You〉는 폴 매카트니(레논-매카트니로 표기)가 작곡한 비틀즈의 노래다. 이 곡은 1965년 발매된 이 밴드의 음반 《Rubber Soul》에 처음 등장했다. 이 노래는 5년 동안 매카트니의 여자친구인 제인 애셔에 대해 쓰여졌다. "You don't look different, but you have changed(넌 크게 달라 보이지 않지만 넌 변했어)"라는 말은 애셔와 그들의 관계에 대한 그의 불만을 반영한다. 가사는 또한 그의 변화하는 감정 상태를 일컫는다. "Love has a nasty habit of disappearing overnight(사랑은 하룻밤 사이 사라질 수 있는 못된 버릇을 가지고 있지)".